# لی هیونگ-سوک
لی هیونگ-سوک (انگلیسی: Lee Hyung-sook؛ زادهٔ ۲۴ دسامبر ۱۹۶۴) بازیکن بسکتبال اهل کره جنوبی بود.